# Kota Beringin
Kota Beringin is een bestuurslaag in het regentschap Sibolga van de provincie Noord-Sumatra, Indonesië. Kota Beringin telt 2173 inwoners (volkstelling 2010).